# Szentmarjay Tibor Városi Stadion
Lo Szentmarjay Tibor Városi Stadion è lo stadio della città di Eger, dove l'Egri Futball Club disputa le gare casalinghe. Può contenere fino a 6500 spettatori.